# Andromachi Tsiofliki
Andromachi (Machi) Tsiofliki (griechisch Ανδρομάχη Τσιοφλίκη; * 14. Januar 1986) ist eine griechische Fußballschiedsrichterin.

## Leben und Karriere
Andromachi Tsiofliki interessierte sich mit 11 Jahren für Leichtathletik und spezialisierte sich auf den 400-Meter-Lauf. Sie studierte an der Sporthochschule von Trikala (Σχολή Φυσικής Αγωγής (Γυμναστική Ακαδημία) Τρικάλων). Durch ihren Vater, der Torwart war, interessierte sie sich für Fußball und begann 2006 mit einem Schiedslehrerlehrgang an der Schiedsrichterschule in Larisa (Σχολή Διαιτησίας του Συνδέσμου Διαιτητών Λάρισας). Im Herbst desselben Jahres war sie erstmals die Unparteiische bei lokalen Fußballspielen. Schon 2008 leitete sie mehrere Spiele lokaler Meisterschaften und wurde als Schiedsrichterin der vierten Liga eingestuft. Zwei Jahre später stieg sie in die dritte Fußballliga auf.
2016 wurde Tsiofliki FIFA-Schiedsrichterin; seither leitet sie internationale Spiele in allen Altersklassen der Frauen. Bis dato pfiff sie über 30 Spiele der griechischen Super League 2 und wurde 2024 von Fußballtrainern, -kapitäninnen und -spielerinnen als beste schiedsrichtende Frau ausgezeichnet. Anerkennung findet ihre von Männern dominierten Arbeit zusätzlich bei Fußballfans auf lokaler und nationaler Ebene. Tsiofliki stieg in der Herrenfußballliga in die Football League auf, wo sie 2021 sogar als „Eiserne Dame der griechischen Schiedsrichter“ («Σιδηρά Κυρία» της ελληνικής διαιτησίας) wegen ihrer strikten und gerechten Entscheidungen bezeichnet wurde.
Bei dem UEFA-Women’s-Nations-League-Spiel Spanien gegen Italien am 1. Dezember 2023 wurde sie zusammen mit ihren griechischen Kolleginnen Eleni Antoniou, Georgia Komisopoulou und Vasilia Tsiklitari als Schiedsrichterin ernannt. Als vierte Schiedsrichterin wirkte sie auch bei dem Nations-League-Spiel Luxemburg–Georgien am 26. September 2023 in der Gruppenphase mit.
Für die Saison 2024/25 wurde Tsiofliki vom griechischen Fußballverband EPO bei Spielen der Alpha Ethniki Gynekon und als vierte Schiedsrichterin auch in Super-League-Spielen der Männer eingesetzt. Sie selbst sagte in einem Interview der Sendung Pame Gipedo („Wir gehen ins Stadion“), dass sie stets streng urteile und sich sehr dafür einsetzen musste und müsse, als unparteiische Frau auf dem Fußballplatz akzeptiert zu werden. Bei den UEFA-Schiedsrichter-Kategorien der Frauen kam sie in der Saison 2024/25 in die zweite Kategorie.
Andromachi Tsiofliki lebt in Larisa, wo sie als Physiotherapeutin die Abteilung für Hydrotherapie und therapeutische Übungen eines Rehabilitationszentrums leitet. Sie ist verheiratet und hat zwei Kinder.